# Ophionellus annulipes
Ophionellus annulipes là một loài tò vò trong họ Ichneumonidae.